# Microbotryum afromontanum
Microbotryum afromontanum är en svampart som beskrevs av Vánky 2006. Microbotryum afromontanum ingår i släktet Microbotryum och familjen Microbotryaceae.   Inga underarter finns listade i Catalogue of Life.